# Désemparé
Pour plus de détails, voir Fiche technique et Distribution.
Désemparé (titre original : Derelict) est un film américain réalisé par Rowland V. Lee, sorti en 1930.

## Synopsis
Le capitaine d'un navire parcours un trajet maritime entre l'Amérique latine et les États-Unis....

## Fiche technique
- Titre original : Derelict
- Titre français : Désemparé
- Réalisation : Rowland V. Lee
- Scénario : Grover Jones et William Slavens McNutt
- Photographie : Archie Stout
- Montage : George Nichols Jr.
- Pays de production :  États-Unis
- Genre : Film d'aventure
- Format : Noir et blanc - Mono
- Date de sortie : 1930

## Distribution
- George Bancroft : Bill Rafferty
- Jessie Royce Landis : Helen Lorber
- William 'Stage' Boyd : Jed Graves
- Donald Stuart : Fin Thomson
- Wade Boteler : Capitaine Gregg
- Paul Porcasi : Masoni
- Will Walling : Capitaine Hagarth